# Beatrice Serota, Baroness Serota
Beatrice Katz Serota, Baroness Serota DBE (geb. Katz, * 15. Oktober 1919; † 21. Oktober 2002) war eine britische Politikerin.

## Leben und Wirken
Beatrice Katz wuchs im Londoner East End auf. Sie war die Tochter jüdischer Immigranten aus Mitteleuropa. Von Kindheit an wurde sie Bea oder Bee genannt. Ihr späterer Ehemann Stanley Serota, dessen Familie aus Russland kam, lebte in der Nachbarschaft. Das Paar heiratete 1942. Stanley Serota war von Beruf Bauingenieur.
Beatrice Serota erhielt ihre Ausbildung an der John Howard School und der London School of Economics, wo sie Wirtschaftswissenschaft studierte, als erste Frau graduierte und Honorarprofessorin wurde. 1941 trat sie in den Öffentlichen Dienst ein und arbeitete im äußerst kriegswichtigen Ministry of Fuel and Power (dt.: Ministerium für Brennstoffe und Energie). 1946 verließ sie das Ministerium, weil sie mit ihrem Sohn Nicholas Serota schwanger war, der später Direktor der Tate Gallery wurde. Zwei Jahre später wurde die Tochter Judith geboren, die als Organisatorin von Festivals bekannt wurde.
Serota war nie Mitglied des britischen Unterhauses, aber bekannt als überaus kompetente Verwaltungsbeamtin. Sie war besonders in London populär. Dort wurde sie kurz nach dem Zweiten Weltkrieg sie Mitglied des Hampstead Borough Council (vergleichbar der deutschen Bezirksversammlung), anschließend im Londoner Stadtrat als Abgeordnete für Brixton und im Greater London Council (GLC) for Lambeth. Dort war sie die erste Ombudsfrau. Zwei Jahre lang arbeitete Serota mit dem Labour-Politiker Richard Crossman in dessen Amtszeit (1966 bis 1968) als Lord President of the Council zusammen, zu einer Zeit, als brisante Themen wie Schwangerschaftsabbruch und Empfängnisverhütung beherrschend waren. Sie sprach sich für die Legalisierung von Schwangerschaftsabbrüchen aus. Von 1969 bis 1970 war sie unter Premierminister Harold Wilson Gesundheitsministerin und von 1976 bis 1979 Vorsitzende einer Beratungskommission für die Justizverwaltung. Als die Ergebnisse der Beratungen 1978 öffentlich wurden – bei einigen Straftaten wurde angeregt, die Strafmaße zu reduzieren – gab es eine große öffentliche Diskussion.
Serotas wichtigste politische Anliegen waren die Lokal- und insbesondere die Familienpolitik. Besonders ihr Engagement für Kinder in verschiedenen Positionen und Ämtern und ihre anerkannte Kompetenz brachten ihr 1967 einen Sitz im House of Lords ein. Bei ihrer Jungfernrede im Oberhaus als Baroness Serota of Hampstead in Greater London zitierte sie – bezugnehmend auf uneheliche Kinder und Adoption – Dorothy Archer aus der Radioserie The Archers: „A baby is a baby and that's all that matters.“ (deutsch: „Ein Baby ist ein Baby, und das ist alles, was zählt.“)
1992 wurde Beatrice Serota Dame Commander des Order of the British Empire.